# Göran Rosenberg
Pour les articles homonymes, voir Rosenberg.
Göran Jakob Rosenberg, né le 11 octobre 1948 à Södertälje, est un écrivain et journaliste suédois.

## Biographie
Il obtient le prix August en 2013 pour Ett kort uppehåll på vägen från Auschwitz (Une brève halte après Auschwitz).

## Œuvres traduites en français
- L’Utopie perdue. Israël, une histoire personnelle [« Det förlorade landet »], trad. de Christine Hammarstrand, Paris, Éditions Denoël, coll. « Impacts », 2002, 526 p.  (ISBN 2-207-24961-1)
- Une brève halte après Auschwitz [« Ett kort uppehåll på vägen från Auschwitz »], trad. d’Anna Gibson, Paris, Éditions du Seuil, coll. « Biographies-Témoignages », 2014, 374 p.  (ISBN 978-2-02-110171-3)

prix du Meilleur livre étranger 2014